# 北の富士勝昭

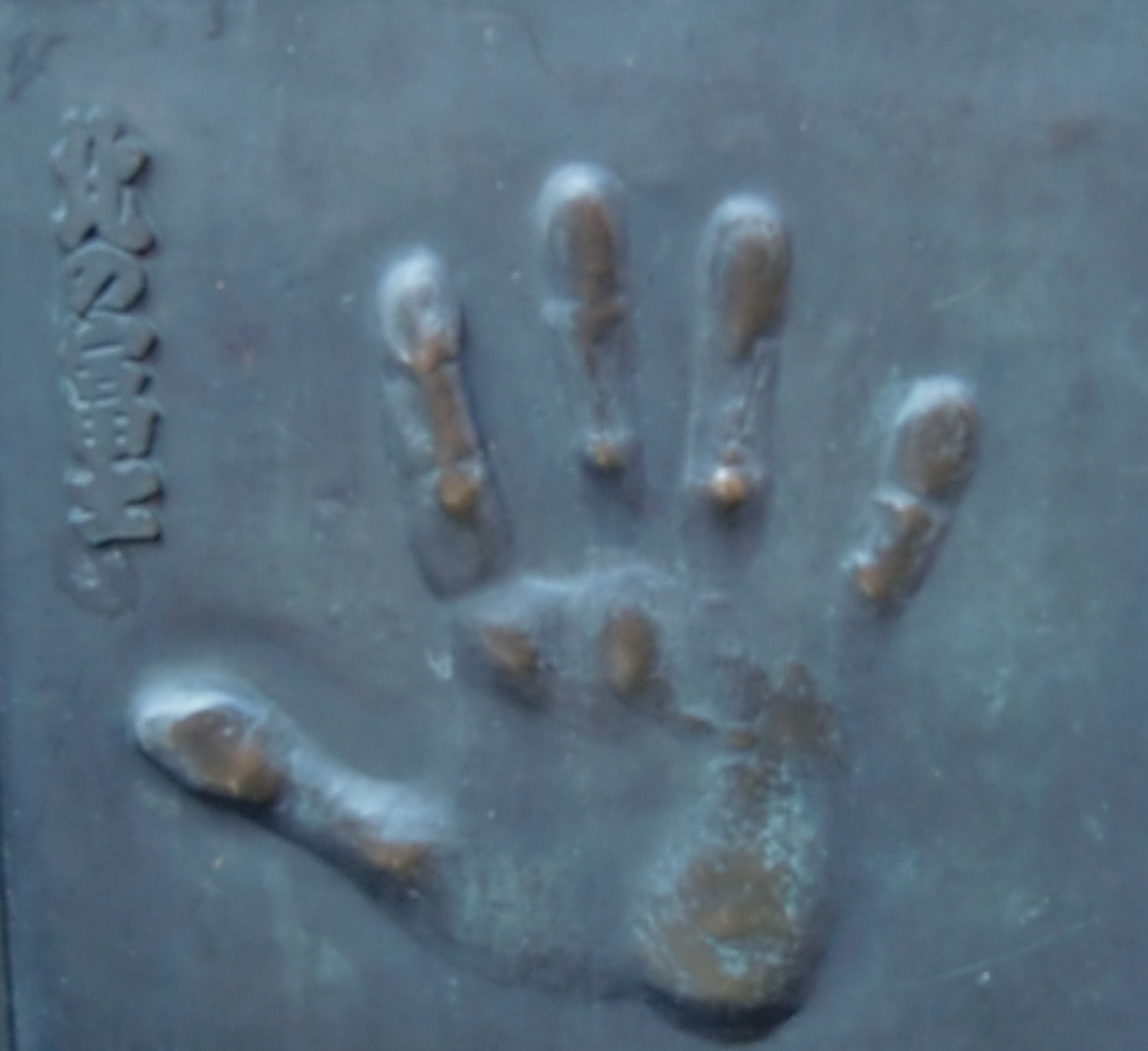
北の富士の手形

北の富士 勝昭（きたのふじ かつあき、1942年3月28日 - 2024年11月12日）は、北海道旭川市（出生は網走郡美幌町）出身で九重部屋（入門時は出羽海部屋）に所属した元大相撲力士。第52代横綱。本名は竹澤 勝昭（たけざわ かつあき）。得意技は突っ張り、左四つ、寄り、上手投げ、外掛け。

## 来歴

### 誕生～入門
7人兄弟姉妹の次男として、北海道網走郡美幌町で生まれる。6歳の時に留萌市へ転居して留萌市立留萌小学校へ入学すると、当時北海道で最強であった軟式野球チーム「萌友会」に入団し、主力投手として活躍する。留萌市立港南中学校に進学後も軟式野球の投手で4番を務めるなど、チームの最主力選手として活躍するが、旭川市立光陽中学校に転校した。
少年期に父が事業に失敗し、3回に渡って夜逃げを経験した。父に関しては「酒好きでね…本当に酒好きだった!けど、長生きしたよ」と、2021年6月20日にNHK大相撲中継公式Twitterに家族と写った横綱時代の写真が公開された際に紹介していた。
1954年夏、故郷・留萌で大相撲の北海道巡業が行われ、父の経営する料理店に立ち寄った横綱・千代の山から直々に「どうだ、相撲をやって、東京見物をしてみないか」と声をかけられ、これがきっかけで相撲に興味を持つようになった。その後も軟式野球を続けていたが、現役横綱から直接声をかけられたことが忘れられず、北海高等学校・北海道旭川南高等学校・北海道留萌高等学校の各野球部と、北海道増毛高等学校（当時の全国優勝校）・北海道天塩高等学校の各レスリング部（当時の全道準優勝校）から熱心に勧誘されていたが、全てを断って中学校卒業と同時に出羽海部屋へ入門した。
数々の勧誘を全て断り大相撲に進んだ背景には他に、中学の野球部の活動で右肘を故障してしまい高校入学までに治る見込みがなかったという事情があった。2021年5月場所11日目のNHK大相撲中継の公式Twitterのオフショットでは「俺はノーコンで足も遅くて中学で野球を諦めて相撲にしたんだ」と苦笑していた様子が伝えられた。
一方で、中学時代は父の事業失敗のため金銭的に苦しく、「口減らし」のために千代の山の後援会世話人に預けられたという事情もあった。靴を買う金すらなく、学生服に下駄履きという姿で上野駅に降りた竹澤は母からいざという時のため換金用に渡されたアズキ3袋を手にしていたが、すぐに転んで道に撒いてしまったという。

### 初土俵～十両で全勝
1957年1月場所、竹沢という四股名で出羽海部屋から初土俵を踏む。入門のために上京した際に青函連絡船で船酔いしてしまい、これが原因で体重が激減してしまったため、場所前の新弟子検査では体重不足として不合格だったが、前場所から施行された「自費養成力士制度」によって前相撲に進むことができた。3月場所は計量直前に大量の水を飲んで体重基準を通過した。
当初の取り口は前に進むだけの一本鎗で、「香車」「ヤリイカ」とあだ名された。あまりにも痩せていたことから出世は遅れ、当時制定されていた「30場所で幕下へ昇進できなければ廃業」の規約をもう少しで適用され、廃業を余儀なくされるところだったが、当人もそれを知って奮起したという。入門当初は先輩力士や親方ではなく、部屋付きの式守鬼一郎の付け人も務めていた。
1960年には三段目まで昇進していたが、同年の夏巡業で北海道に滞在中、先輩力士からリンチに近い猛稽古の制裁を受け、急性虫垂炎と腹膜炎を併発した。それでも巡業に同行したものの、実家のある旭川市に到着したところで体調が限界に達したため入院、50日間に及ぶ入院生活を送った。このため、後援者から「験直しのために四股名を変えたらどうか」との勧めを受け、同年9月場所から「北の冨士」と改名している（9月場所はまだ入院中で全休していて、実際には次の11月場所からこの四股名で土俵に上がった）。同年末に出羽海親方（元常ノ花）が亡くなると、跡を継いだ武蔵川親方（元出羽ノ花）の指導で北の冨士は素質を開花させていく。
1963年3月場所で、ようやく十両に昇進した。そして、1963年11月場所では十両で史上3人目の15戦全勝優勝を達成した。

### 入幕～大関昇進
1964年1月場所で新入幕を果たすと、この場所では13勝2敗という新入幕力士最多勝の新記録樹立という好成績で敢闘賞を受賞した。この場所、北の冨士と同じように好成績を挙げた清國勝雄・若見山幸平とともに「若手三羽烏」と呼ばれた。だが本人が後に語ったところによると、この場所で清國が14勝1敗の好成績を残したため全く注目されなかったという。同年3月場所に小結、7月場所には関脇に昇進し、その取り口は「スピード相撲」と称された。のちに、本人は、腰高を治すか、それともスピードをつけるか、どちらかでないと駄目だと言われ、スピードを選んだ、と述べている。
1965年5月、タニマチの女性から海外土産として拳銃をプレゼントされ、怖くなって師匠に預けていたことが発覚。書類送検されたが、日本相撲協会からの処分はなかった（角界拳銃密輸事件）。
1966年7月場所後に大関に昇進するが、昇進直前3場所の成績は8勝7敗・10勝5敗・10勝5敗の合計28勝17敗で、15日制が定着した1949年5月場所以後では北葉山と並ぶ最低の数字である。北の冨士の大関昇進場所当時、豊山（初代）の一人大関という番付の事情があったとはいえ、昇進基準が現在より甘かった当時でも意外と言われた大関昇進だった。それ故か北の冨士自身、『まさか自分が大関に昇進するなどとは思っていなかった』ために昇進伝達式の朝は熟睡しており、部屋の床山から叩き起こされて自身の大関昇進の決定とその伝達式があることを知らされた。北の冨士本人も出羽海部屋内部も予想だにしない大関昇進であったために協会からの昇進伝達使者を迎える際に必要な紋付や足袋も全く用意していなかった。そのため、紋付は当時兄弟子であった横綱佐田の山から、足袋は足の大きさが同じだった柏戸から借りて、出羽海部屋での昇進伝達式にようやく間に合わせた。更に言えば本来立ち会うべき師匠の8代出羽海夫妻も北の冨士の昇進を全く考えておらず、外出して部屋を留守にして不在だったため、佐田の山が師匠代理として立会人を務めるという異例の伝達式であった。

### 幕内初優勝・横綱昇進へ
大関時代に九重が出羽海部屋からの分家独立を申し出て破門された際には、九重に付いていくか出羽海に留まるか大いに悩んだという。そして出した決断は、九重に付いて行き、所属も九重部屋に変えることだった。それまでは佐田の山がいたために2番目の気楽な立場に甘んじていたが、独立後は部屋頭となった。独立した当初の九重部屋は経営が決して楽ではなく、既に大関に昇進していた北の富士が巡業で九重と布団を譲り合う時期もあったという。一方で、出羽錦や佐田の山などの怖い兄弟子がいなくなったことから遊び放題になり、後述の初優勝を決めてからはさらに遊びが激しくなったと、2016年の自著で語っている。その独立後最初の場所となる1967年3月場所では、佐田の山を倒して14勝1敗で悲願の幕内初優勝を決め、一緒に移籍した松前山武士も十両優勝を達成した。
だが初の綱獲りが期待された1967年5月場所は、過度の緊張と稽古不足から5勝10敗、次の1967年7月場所も7勝8敗と、大関の地位で2場所連続で負け越しを喫してしまう。初の大関角番となった1967年9月場所は、四股名の「冨」に点を付けて「富」と改めて臨み、10勝5敗で角番を脱した。しかし、その後もしばらくは10勝前後の成績に留まり、その間に清國・玉乃島らの綱獲り挑戦（失敗）も発生した。
1969年夏巡業の頃から、大の稽古嫌いで知られていた北の富士は人が変わったように稽古に打ち込んだ。その背景には、入門するまで1ヶ月間自宅に引き取って面倒を見てくれた人物である村上精一郎が脳軟化症で余命幾許もない（同年12月14日に死去）という状況があり、村上からは「お前が綱を張ることを信じている」と激励された。同年9月場所は玉乃島と最後まで優勝を争い12勝3敗、11月場所は13勝2敗で16場所ぶり2回目の幕内優勝を果たす。場所後に協会は北の富士の横綱昇進を横綱審議委員会に諮問したが、前年玉乃島の横綱昇進が否決されたときと比べて成績で劣ること、この場所14日目の麒麟児戦での黒星が悪印象であったこと等から、もう一場所様子を見るべきとして8人の委員全員の反対によって否決された。一人横綱であった大鵬の衰えが明らかであった事情から内規を満たした北の富士を一応諮問した形であったが、事前の報道でも昇進見送りの公算が強く、北の富士自身も否決が伝えられると「九分通りあきらめていたのでがっかりはしないですよ」と答えた。
それでも11月場所後の九州地方巡業で、ほとんどの力士が悪天候と寒波に見舞われて稽古ができなかった中、北の富士はただ一人稽古を皆勤した。その巡業に帯同した大鵬が「あれが本当に北の富士だろうかと目をうたがうようなときがあった。ワシも大関から横綱のころにかけては人後に落ちない稽古をした自負はあるが、いまの北の富士も稽古にはすごく熱が入っていた。今度の巡業で北の富士の稽古は本物だと感じさせられる場面はかなりあった」と評するほどの熱心さであった。1970年1月場所は大鵬の休場で横綱不在となり「四人の大関のなかでだれが優勝してもおかしくない」と予想された場所を再び13勝2敗、優勝決定戦では本割で敗れた玉乃島を外掛けで破り連覇を達成した。場所後の横綱審議委員会でも文句無しの評価を受け、玉乃島と共にようやく念願の横綱へ昇進した。横審の結果を聞いた北の富士は周囲に「ついに香車が王さんになったよ」と言った。大関21場所での横綱昇進は、当時の最長記録だった。昇進伝達式では「一生懸命やらせていただきます」と口上を述べた。

### 横綱昇進・玉の海との対戦
同時昇進した玉の海（玉乃島が横綱昇進と同時に改名）とは最大のライバルだったが、「島ちゃん」「北さん」と呼びあう親友でもあった。歴代横綱の親睦会である「横綱会」に玉の海と並んで初出席した際、新横綱のしきたりとして一芸を披露することになり、玉の海のギターに合わせて北の富士が歌を歌い、栃錦清隆に「びっくりした。時代が変わったものだねぇ」と言われた。ただ、舞の海が自身の死去の際に明かした話によると、三段目の頃はお互いに「大したことのない力士」程度にしか思っていなかったとのこと。
横綱土俵入りの稽古の際に、九重からは「せり上がりのときは、地球を持ち上げるような気持ちでな」と指導されていた。最初、露払いに高見山を指名し、高見山は外国人で初の横綱土俵入りを務めた。
北の富士の横綱土俵入りは雲龍型で行っていたが、1971年8月の巡業で例外がある。この時の巡業は北海道を中心に巡回したA班（北の富士が参加）と、東北地方から信越へ向かったB班（玉の海が参加）に別れて行われていたが、B班が秋田県南秋田郡八郎潟町での巡業中の8月22日、玉の海が急性虫垂炎を起こして入院した。この一報を聞いたA班は北海道岩見沢市での巡業を終えて帰京しようとした矢先だったため、翌8月23日に北の富士がB班に加入して土俵入りを行うこととなった。しかし、現地にある玉の海用の綱は北の富士と異なる不知火型だったうえ、玉の海の付け人の力士が雲龍型の綱締めを知らなかったため、北の富士は玉の海の土俵入り用具一式を借りて不知火型の土俵入りを行った。巡業とはいえ、横綱として雲龍型・不知火型両方の土俵入りを行ったことは史上初だった。当時地元の秋田県の親戚から「北の富士が不知火型をやったよ!見たよ!」と連絡を受けた若かりし頃の内館牧子は最初「まったく、綱の結び目を見れば、(雲竜型と不知火型の)区別がつくだろうに」とそんなはずはないと取り合わなかったが、事情を知ると北の富士の心意気に胸が一杯になった。
両者の対戦は、1964年5月場所 - 1971年9月場所の45場所間に43回実現し、千秋楽結びの一番の対戦は8回、千秋楽両者優勝圏内の対戦が2回あった。千秋楽（太字）は、千秋楽結びの一番を示す。
| 場所           | 対戦日 | 北の富士勝敗 (通算成績） | 玉の海勝敗 （通算成績） | 優勝力士    | 備考                                                          |
| -------------- | ------ | ------------------------ | ----------------------- | ----------- | ------------------------------------------------------------- |
| 1964年5月場所  | 千秋楽 | ●(0)                     | ○(1)                    | 栃ノ海      | 初対戦                                                        |
| 1964年7月場所  | -      | -                        | -                       | 富士錦      | 対戦なし。                                                    |
| 1964年9月場所  | 7日目  | ●(0)                     | ○(2)                    | 大鵬        |                                                               |
| 1964年11月場所 | 4日目  | ○(1)                     | ●(2)                    | 大鵬        |                                                               |
| 1965年1月場所  | 14日目 | ○(2)                     | ●(2)                    | 佐田の山    |                                                               |
| 1965年3月場所  | 13日目 | ●(2)                     | ○(3)                    | 大鵬        |                                                               |
| 1965年5月場所  | 8日目  | ○(3)                     | ●(3)                    | 佐田の山    |                                                               |
| 1965年7月場所  | 11日目 | ○(4)                     | ●(3)                    | 大鵬        |                                                               |
| 1965年9月場所  | 3日目  | ●(4)                     | ○(4)                    | 柏戸        |                                                               |
| 1965年11月場所 | 9日目  | ●(4)                     | ○(5)                    | 大鵬        |                                                               |
| 1966年1月場所  | -      | -                        | -                       | 柏戸        | 対戦なし。                                                    |
| 1966年3月場所  | 2日目  | ●(4)                     | ○(6)                    | 大鵬        |                                                               |
| 1966年5月場所  | 14日目 | ●(4)                     | ○(7)                    | 大鵬        |                                                               |
| 1966年7月場所  | 千秋楽 | ○(5)                     | ●(7)                    | 大鵬        |                                                               |
| 1966年9月場所  | 千秋楽 | ●(5)                     | ○(8)                    | 大鵬        | 北の富士、大関昇進                                            |
| 1966年11月場所 | 11日目 | ●(5)                     | ○(9)                    | 大鵬        | 玉乃島、大関昇進                                              |
| 1967年1月場所  | 11日目 | ○(6)                     | ●(9)                    | 大鵬        |                                                               |
| 1967年3月場所  | 10日目 | ○(7)                     | ●(9)                    | 北の富士(1) |                                                               |
| 1967年5月場所  | 12日目 | ○(8)                     | ●(9)                    | 大鵬        |                                                               |
| 1967年7月場所  | 千秋楽 | ○(9)                     | ●(9)                    | 柏戸        |                                                               |
| 1967年9月場所  | 千秋楽 | ○(10)                    | ●(9)                    | 大鵬        |                                                               |
| 1967年11月場所 | 11日目 | ●(10)                    | ○(10)                   | 佐田の山    |                                                               |
| 1968年1月場所  | 11日目 | ●(10)                    | ○(11)                   | 佐田の山    |                                                               |
| 1968年3月場所  | 13日目 | ●(10)                    | ○(12)                   | 若浪        |                                                               |
| 1968年5月場所  | 13日目 | ●(10)                    | ○(13)                   | 玉乃島(1)   |                                                               |
| 1968年7月場所  | 12日目 | ○(11)                    | ●(13)                   | 琴桜        |                                                               |
| 1968年9月場所  | 10日目 | ●(11)                    | ○(14)                   | 大鵬        |                                                               |
| 1968年11月場所 | 千秋楽 | ○(12)                    | ●(14)                   | 大鵬        |                                                               |
| 1969年1月場所  | 千秋楽 | ○(13)                    | ●(14)                   | 大鵬        |                                                               |
| 1969年3月場所  | 12日目 | ●(13)                    | ○(15)                   | 琴桜        |                                                               |
| 1969年5月場所  | 10日目 | ○(14)                    | ●(15)                   | 大鵬        |                                                               |
| 1969年7月場所  | 10日目 | ○(15)                    | ●(15)                   | 清国        |                                                               |
| 1969年9月場所  | 11日目 | ●(15)                    | ○(16)                   | 玉乃島(2)   |                                                               |
| 1969年11月場所 | 千秋楽 | ○(16)                    | ●(16)                   | 北の富士(2) |                                                               |
| 1970年1月場所  | 千秋楽 | ●(16)                    | ○(17)                   | 北の富士(3) | 千秋楽北の富士1敗、玉乃島2敗で対戦 優勝決定戦は北の富士勝利。 |
| 1970年3月場所  | 千秋楽 | ○(17)                    | ●(17)                   | 大鵬        | 北の富士、玉乃島とも横綱に昇進                                |
| 1970年5月場所  | 13日目 | ○(18)                    | ●(17)                   | 北の富士(4) |                                                               |
| 1970年7月場所  | 千秋楽 | ○(19)                    | ●(17)                   | 北の富士(5) |                                                               |
| 1970年9月場所  | 千秋楽 | ○(20)                    | ●(17)                   | 玉の海(3)   |                                                               |
| 1970年11月場所 | 13日目 | ●(20)                    | ○(18)                   | 玉の海(4)   |                                                               |
| 1971年1月場所  | 13日目 | ●(20)                    | ○(19)                   | 大鵬        |                                                               |
| 1971年3月場所  | 13日目 | ●(20)                    | ○(20)                   | 玉の海(5)   |                                                               |
| 1971年5月場所  | 千秋楽 | ○(21)                    | ●(20)                   | 北の富士(6) | 千秋楽北の富士全勝、玉の海1敗で対戦                           |
| 1971年7月場所  | 千秋楽 | ●(21)                    | ○(21)                   | 玉の海(6)   |                                                               |
| 1971年9月場所  | 千秋楽 | ○(22)                    | ●(21)                   | 北の富士(7) | 最後の対戦                                                    |

- 両者横綱昇進以前の対戦成績（1970年1月場所まで）は、玉の海の17勝16敗。
- 両者横綱同士の対戦成績（1970年3月場所以降）は、北の富士の6勝4敗。

一時代を築いた大鵬が、最後となる32回目の優勝を果たした1971年1月場所後4場所は、玉の海と北の富士が交互に優勝を重ねた。特に、1971年7月場所では、玉の海が自身初にして結果的には最後となる全勝優勝を果たした一方で、北の富士は8勝に終わるという明暗が分かれたが、翌9月場所では、逆に北の富士が千秋楽で玉の海を破り全勝優勝を達成、これ以上ない復活を果たした（しかし、上記の通りこの場所が両者の最後の対戦となる）。この頃から「北玉時代」の到来とも言われたが、長くは続かなかった。巡業中に入院した玉の海が、1971年9月場所後に虫垂炎が悪化したために緊急入院する。早急に手術して経過は順調だったが、退院前日だった同年10月11日、併発した右肺動脈幹血栓症による急性冠症候群で急逝した。玉の海の早過ぎる死に、巡業先の滋賀県坂田郡米原町（現：米原市）で訃報を聞いた北の富士は、人目をはばからず号泣した。同年11月場所に13勝2敗で8回目の優勝を連覇で遂げた千秋楽の11月28日は、玉の海の四十九日の法要が会場（福岡スポーツセンター）近くで行われたため、北の富士は優勝パレードを後回しにして法要の席に駆け付けた。

### 不振・物言いが付く貴ノ花戦
玉の海との突然の別れから間もない1971年11月場所前の11月6日に伊豆組暴力団員とともに西福岡署へあいさつに行き色紙などを書いていたことが、場所中に報じられ、協会から厳重戒告処分を受ける。事件そのものについても文部省（当時）が警告文書を出すなど、土俵外のトラブルが発生した。土俵でも一人横綱の最初の場所となったこの11月場所こそ優勝を果たしたが、その後は不振が続いてしまう。
3連覇の期待がかかり、優勝争いの本命とみられていた1972年1月場所では、初日にいきなり大関・琴櫻との取組が組まれて敗れると、8日目の関脇・貴ノ花戦では、北の富士のつき手・かばい手か、貴ノ花が生き体か死に体なのかで大きな話題となった。25代木村庄之助は北の富士の付いた手が「つき手」と見て貴ノ花に軍配を上げたが、物言いによって北の富士の勝ちとなった（決まり手は浴びせ倒し）。しかし、2005年に貴ノ花が亡くなった際、この取組が思い出として多く取り上げられるようになると、北の富士は「あの大相撲は、本当は俺の負け。俺の手は『かばい手』では無く『つき手』で、しかも貴ノ花は完全な『生き体』だった。当時は認めたくなかったが今は認める。生涯に残る相撲」と涙ながらに振り返っている。
その後、10日目まで6勝4敗、さらに12・13日目と連敗する乱調ぶりで、14日目より胃炎・高血圧などの体調不良で途中休場となった（7勝7敗1休）。これにより、1967年9月場所 - 1971年11月場所まで続いた通算（幕内）連続勝ち越しは26場所で止まった。この場所の休場について後に本人は2021年5月場所中日のNHK大相撲中継で「横綱の休場はだいたい高血圧。病名がないからね」と苦笑いを浮かべた。北の富士の不振によって、この場所は千秋楽まで4敗が3人、それを5敗の力士5人が追う大混戦となった。
3月場所も序盤から取り零しが続いて早々に優勝争いから脱落し、勝ち越したものの9勝6敗に終わる。その同年3月場所7日目、貴ノ花との結びの一番では、北の富士が左足で外掛けをかけながら貴ノ花を土俵外へ追い詰めたが、土俵際で両者がほぼ同時に倒れ込み、またも物言いが付く大相撲となった。式守伊之助の軍配は北の富士に挙がったが、協議によって北の富士の左足が僅かに先に出ていたと判定され、北の富士の勇み足・行司差し違えで貴ノ花の勝利となる。この一番は先場所も北の富士のつき手・かばい手を巡って揉めており、二場所連続同じ顔合わせで立行司が軍配を差し違えてしまう珍事となった。

### 復活～再度の不振～現役引退
次の5月場所、北の富士は8日目まで3勝5敗の絶不調、9日目には横綱として前代未聞の「不眠症」で途中休場した。休場するには医師の診断書が必要であるが、極度の不振とはいえ、身体に悪いところはどこにも見当たらない。困った医師はそこで「夜は眠れるか？」と問い、北の富士は調子が上がらない悩みから「最近寝付きが悪い」と否定したので、「ならば不眠症だな」と医師がようやく診断書を書いた、というエピソードが本人の口から語られている。続く7月場所を右手中指の脱臼で全休したが、休場中にハワイへ旅行をしていたことが明るみに出て協会から厳重注意を受けた。北の富士は直ちに帰国して詫び、場所後の夏巡業に参加した。
同年9月場所は3回目の全勝優勝を果たして完全復活をアピールするが、一人横綱の8場所中で輪島大士（同5月場所）と高見山大五郎（同7月場所）が初優勝を果たし、貴ノ花と輪島が同時に大関昇進（同9月場所後）するなど、角界の世代交代が進む結果となった。1973年1月場所後に琴櫻が横綱へ昇進して2人横綱となると、3月場所には14勝1敗で10回目の優勝を果たし、7月場所にも14勝1敗で琴櫻と決定戦を行うなど、健在ぶりを印象づけた。だが、それ以後の1年間は皆勤が1場所だけと急速に衰えていき、特に1974年3月場所前の稽古で右ひざを痛めたのが致命傷となった。3場所連続休場後に迎えた1974年7月場所で初日に旭國斗雄、2日目に大受久晃と連敗し、大受に敗れた1時間後に「体力の限界」を理由にして現役引退を発表した。翌日に引退届を提出した直後の会見では「昨夜はよく眠れましたよ。きょうから相撲がないので思い切り飲んだ」と語ったが、引退が大々的に報道されて自分が引退したことを初めて自覚し、会見後の夜は眠れなかったという。なお北の富士の引退で戦前・戦中生まれの横綱経験者は全員引退したこととなる。
現役時代より内弟子を取っていて、また北海道と東京でちゃんこ店の経営にも乗り出していた。引退に際し年寄・振分を襲名する意向と伝えられていたが、実際に襲名したのは井筒（13代）であった。井筒の名跡は当時時津風一門に属していたため、一門を跨いだ株取得および襲名となったが、名跡が過去に高砂一門に属していた時代もあったためか、破門などの制裁もなく円満に行われた。

### 引退後
引退相撲は翌1975年2月2日に行われ、太刀持ち・北の湖、露払い・輪島を従えて横綱土俵入りを執り行っている。断髪式の後に白のタキシード姿で登場し、自らの持ち歌を披露して会場・関係者を驚かせた。
井筒部屋（現在の部屋と別系統）を興したが、現役時代の浪費が祟って部屋経営には苦労したといい、独立に必要な土地は地価の高かった両国ではなく江戸川区のもので妥協した。独立はしたものの肝心の住む家がなく、プレハブを建てて若い力士たちと枕を並べて寝ていた。時にはちゃんこ銭にも困り、マネージャーと近くの中川でハゼを釣って天ぷら丼にして食べさせたこともあった。部屋創設から2年すると弟子は20人程度に増え、関取予備軍も順調に育った。
1977年に千代の山が没すると、12代九重を襲名し自らの井筒部屋と合同させる形で九重部屋を継承、元々は弟弟子で北の富士の九重継承の2年前に入幕後に幕下まで陥落して当時は十両だった千代の富士貢を弟子として引き取った。同時に井筒の名跡を旧井筒部屋（後の陸奥部屋）の傍系である君ヶ濱部屋の師匠だった鶴ヶ嶺昭男に譲渡し、君ヶ濱部屋が井筒部屋と改名した。千代の富士は北の富士が九重部屋を継承した翌場所に再入幕して、一度肩の脱臼で十両に陥落するが、北の富士が師匠となってから幕内に定着する。
部屋継承は喪が明ける前からの決定事項であったといい、当時の新聞には「お骨の温かい内に決まった」と書かれたくらいであった。その後、先代から引き継いだ千代の富士を第58代横綱に育て上げ、昭和の大横綱として大成させた。千代の富士は北の富士の指導について自著『負けてたまるか』の中で「親方はあまりガミガミ言わないが、ここぞというとこにチクッと何か言って、こっちの気持ちをくすぐったり、反発心を起こさせる。やる気を起こさせるコツをよく知っているのだ。後は見て見ないふりをする」と振り返っている。1987年には北勝海を第61代横綱に育成、さらに孝乃富士・巴富士を小結まで昇進させた。
1981年7月場所後、千代の富士が横綱に昇進した時には、「ウルフ（千代の富士のあだ名）、辞める時はスパッと潔く・綺麗に辞めような。チンタラチンタラと横綱を務めるんじゃねえぞ」と、千代の富士に引き際の美学を説いた。当時の千代の富士は面食らいながらも、1991年5月場所限りで引退した時は正にこの言葉通り、潔いものだった。1992年には引退したばかりの千代の富士に九重部屋を譲って、18代陣幕に名跡交換し、自身は九重部屋の部屋付きの親方となった。その後1993年10月に北勝海の8代八角が興した八角部屋に移籍した。1992年5月場所直前には、まともに相撲が取れる状態ではないにもかかわらず出場した北勝海に対して、既に部屋を千代の富士に譲っていたにも関わらず、北の富士は北勝海を諭し、北勝海に引退を決意させたといわれている。千代の富士との関係については後述の還暦土俵入りの際にも千代の富士が率先して随行するなど退職後も交流が続いていた。また、北の富士自身は千代の富士との不仲を一切否定している。
1982年の審判部副部長（役員待遇）時代に不祥事（知人の暴力団員を横綱千代の富士の結婚式に出席させていた）を起こし、一度委員（無任所）に降格されながらも審判部副部長に返り咲き、理事昇格後は長らく審判部長を務めた。その後は新設された広報部長を務めた。しかし北の富士は2016年のインタビューで「広報らしいことは何もやってなかった。フィルムを提供するなどして、儲けることばかり。当時の協会はそういう考えだった。インターネットを扱える人間も全くいなかったしね」と当時を振り返っていた。1996年9月に巡業部長だった二子山が申告漏れを指摘された件で巡業部長を解任された為、自身の協会退職まで広報部長と兼任で巡業部長も務めた（北の富士の協会退職後は二子山が巡業部長に復帰した）。

### 相撲協会を退職・ホテルで還暦土俵入り
1998年に相撲協会理事選の候補から外されたことで日本相撲協会を退職。将来は理事長に就くことを期待されていたが本人は「もともといつまでもやる気はないよ。地位にすがるのはみっともないだろ」と後年話している。一方で2016年には「それにしてもウチの部屋は高砂一門内ではもとは"外様"で弱小部屋だったんだ。それで私も相撲協会を離れることとなった。遠い因縁を探すとね」と派閥争いに敗れたことを認めるかのような発言を残している。その後はNHK専属で相撲解説を務めていた。大関以上の経験者がNHK専属相撲解説者になるケースは、テレビ放送開始以来初めてである。
2002年2月には満60歳を祝い太刀持ち・千代の富士（九重親方）、露払い・北勝海（八角親方）と共に、横綱昇進を果たしたかつての弟子二人を従えての還暦土俵入りが行われたが、相撲協会から退職していたために両国国技館が使えず、都内のホテル（ホテルイースト21東京）のホールを借りての還暦土俵入りとなった。
かつて九重部屋の弟子だった千代の富士（のち九重親方）が2016年7月31日、61歳で膵臓癌により死去。2013年1月に大鵬、2015年11月は北の湖前理事長と、昭和の大横綱の相次ぐ訃報に、北の富士は「何でだろうねえ、強い順番で逝っちゃうんだ…」とショックを隠せず、「これは、もう若いも何も…千代の富士本人が一番悔しいでしょう」と追悼のコメントを述べていた。
2022年3月28日に80歳の誕生日を迎えた。横綱経験者の80代到達は初代梅ヶ谷、鏡里、初代若乃花、栃ノ海に次いで史上5人目。父は101歳まで生きた長寿の人物であったが、本人は次なる目標を孫の物心がつく頃の85歳と定めた。また「俺はそんなに強い横綱ではなかったから、ひそかにナンバーワンになりたい」と横綱経験者の最長寿記録更新に意欲を見せた（横綱経験者の最長寿記録は初代梅ヶ谷の83歳）。2023年春に体調を崩し、同年春場所からNHKの解説を休む。中日スポーツのコラム連載も同年夏場所より休載となった。

### 解説者として
2010年より東京中日スポーツにて自伝「はやわざ御免」を連載している。
2015年5月場所12日目、横綱・白鵬は、大関・豪栄道の首投げに敗れた。勝負は土俵際でもつれ豪栄道の体も飛んだが、白鵬の右肘が先に土俵外につくという際どい一番だった。白鵬は取組後に礼をせず、その後も土俵下でぼうぜんと立ち尽くした。北の富士は中継で「物言いが付いたとしても確認程度。子供でも分かるんじゃないですか」とコメントした。この評は、同年1月場所13日目における白鵬と稀勢の里の取り組みが同体取り直しとなったのを、場所後に「あれは自分の勝ち。子供が見てもわかる」と審判を批判して協会内外から苦言を呈された直後にもかかわらず、そのことへの反省が見られない態度を白鵬自身の言葉を使って評したものである。
2017年は、前年末に不整脈に伴う心臓手術を受け、自宅療養のため、1月場所の解説出演を見送ることになった。ただし、1月場所千秋楽の放送中、電話出演している。
3月場所中、新入幕の宇良を贔屓するコメントが目立った。千秋楽でも宇良と逸ノ城の取組が土俵際でもつれて物言いがつく一番になり、VTRが流れると北の富士は「あ、（逸ノ城が）早い、手をついているよ」と全力でフォロー。行司差し違えで宇良の勝ちになると「アッハハハ」と上機嫌に笑った。アナウンサーから宇良について訊かれると、「売店に宇良のTシャツが売っているから、買いたいぐらい」と終始ノリノリだった。その後、勝ち越しを決めた宇良のインタビュー映像が流れてくると「かわいいね」と一言。角界でいうところの「かわいがり」ではなく、本来の意味での「かわいい」である。北の富士は基本的に小兵力士が好きである。
11月場所は孫弟子の北勝富士と隠岐の海が共に11勝を挙げ、前者は技能賞を、後者は敢闘賞を獲得。しかしそれぞれ14日目と千秋楽を連敗しており、孫弟子が連敗したことに千秋楽のNHK中継で「今日も続けてやられたかという感じ、全然相撲にならなかった」、「こんな負け方をすると、本人もおそらく（三賞にも）うれしくないですよ。今日は完全に当たり負け。立ち合いもずれています」「今日の相撲は2人ともがっかりしている。今日は私としては不満足」とコメントした。
2018年7月場所4日目、日本相撲協会に「右膝蓋腱損傷、右脛骨結節剥離骨折の疑いで2週間の安静を要する」との診断書を提出して休場した白鵬に対し、NHKの解説の中で予想だにしなかったと驚き、注意不足を指摘した上で最近は小さなけがをよくすると嘆いた。千秋楽、同場所14日目に幕内初優勝を決めた御嶽海が3度目の殊勲賞と2度目の技能賞に輝いた。優勝インタビューで流した御嶽海の涙に対し、「勝負を終わったときは冷静だったのであの涙は意外だった。テレビ観戦だが、泣かせていただきました」と感激した様子だった。
2019年1月場所4日目、この場所限りで引退した稀勢の里が十両昇進を果たした頃について、「出世の早さはめざましかった。当然横綱になる人と思わせた。解説しながら貴乃花より稀勢の里の方が上と発言したことを覚えている」と懐かしそうに振り返った。
2020年1月場所初日、2019年12月24日に白鵬が目標に掲げた優勝50回への思いを問われ「東京五輪が終わったら目標を失うのが目に見えていた。50回の大台がモチベーションにあれば、五輪後もやっていける」と語ったことに対して、「よく意味がわからない」と困惑。「目標を定めていくことは大事だが、あとは内容。張り手、張り差しが目につく。大横綱にふさわしい相撲を目指すべき。もう優勝はいい。誰も抜く者はいない」と提案した。
2020年1月場所13日目、既に大関陥落が決定していた豪栄道が栃ノ心を寄り切る相撲を「見事な相撲。本当の大関相撲です。今場所一の相撲」と絶賛。一方、大関陥落の運命は変わらないため「時遅しという感じ。皮肉なもので仕方がない」と残念がった。
2020年9月場所5日目の幕内解説への出演は腰痛により欠席。代役として舞の海が正面席に座った。
2020年9月場所は13日目終了時点で幕内の休場者数が11人を記録。これには北の富士も「本来は、お相撲さんといえば健康優良児の代名詞であった」「今の力士は病人とけが人ばっかりではないか。不必要に体ばかり大きくして、基本のしこやてっぽう、ぶつかり稽古をおろそかにしているのが現状である」と嘆き、さらに「特に今場所は『コロナのせいで稽古ができなかった』などと言い訳をしているが、部屋には稽古場があるのだから、やる気になればいくらでもできるではないか」と喝破した。この日の幕内の取組は通常21番（幕内の定員は42人のため）のところ16番にまで減少しており、北の富士は「もはや本場所の態をなしていない」と感想を述べた。
2020年11月場所3日目には、続く4日目に照ノ富士戦を控える孫弟子の隠岐の海に対して「昔はのんびりしとったけど、最近は三役に定着するという欲が出てきたよね。互角の勝負をすると思いますよ」と期待を寄せる一方、「横綱休んでるし朝乃山は休場しちゃうし、このぐらいしか楽しみがない」と白鵬・鶴竜の2横綱と大関3場所目の朝乃山の不在をぼやいていた。
2021年1月場所中日、小結としてこの場所の土俵に上がった御嶽海が正代を寄り切り、3勝5敗とした。ここまでの3勝がいずれも大関という御嶽海について北の富士は「本当にわからないお相撲さんだねぇ。あれだけいい相撲を取れるのだから、これだけ負けることないのに」と苦笑していた。
同年3月、第72回（2020年度）NHK放送文化賞を受賞した。
同年3月場所より、新型コロナウイルス感染拡大防止の観点から、それまで着用していなかったマスクを着用するようになった。
7月場所10日目、ここまで全勝でこの場所の優勝を懸ける大関・照ノ富士と西前頭4枚目の千代大龍が対戦。千代大龍は9日目まで2勝7敗で、地位と成績を考えれば本来なら優勝の懸かった大関と対戦することはないが、貴景勝と朝乃山休場により照ノ富士との割が組まれた。立合いで呼吸が合わなかったと勘違いした千代大龍は棒立ちのまま立ち上がったが立合い成立の判定が下り、そのまま照ノ富士はあっさりと千代大龍を寄り切りで破った。この凡戦に北の富士は「最悪の結果じゃない」とぼやき、「両手ついているからね、しょうがない。行司は軍配引くしか。まあ、こんなことにならなくても勝てやしないけどね。だけどこれは失礼もいいとこだよ。熱戦を期待するなら最初から当てなきゃいいのっ！」と語気を強めた。
2021年7月場所後に照ノ富士が横綱に昇進した際「若いころの照ノ富士は怖いもの知らず、肩で風を切り、土俵上の態度もふてぶてしく生意気な相撲を取っているようであった。はっきり言えば私の嫌いなタイプであった」と前置きしつつ「それが今では言動も穏やかになり、立派な力士に成長している」と人格の陶冶ぶりを表現した。また「私は三段目あたりまで落ちていた彼の体を見たことがある。一目で衰えが見てとれた。ゲッソリと筋肉が落ち、肌は吹き出物が出てボロボロの状態であった。その時の印象が強烈だったので、再起はとてもできないだろうと思ったものだ」と照ノ富士の低迷していた当時のことを振り返っていた。
2021年9月場所3日目に琴ノ若が千代翔馬を破った際には、この日の取組をまとめたコラムで「思えば、ずいぶんと成長したものだ。小さいころ、琴櫻さんの膝の上で遊んでいた子がこんなにたくましく成長したのだから、櫻さんもさぞ喜んでいることだろう」と感慨に浸っていた。
2022年3月場所6日目のNHK大相撲中継でラジオ解説を務めた際、この場所で3回目の角番を迎えるも1勝5敗と勝ち越しが苦しくなった正代に「何と言っていいか…。言葉もないね」と困惑を隠せず「悪いのは今場所だけじゃないからね。もう大関の相撲じゃないからね、すでに」と心配していた。
5月場所3日目の取組終了後のコラムでは貴景勝、正代、御嶽海の3大関の余りの不甲斐なさから「明日から私は3大関の批評は止めます。血圧が上がります。皆さんも3大関は休場中と思った方が良いと思います」と3大関を見限った。
2023年3月場所から病気療養のため、8場所連続で解説を休んだ。この頃から持病の心疾患や脳梗塞などで入退院を繰り返していたという。
2024年7月場所初日の中継で、幕内前半の取組が終わって審判交代となる時間帯に、薄紫色の着物姿でVTR出演し、「こんにちは北の富士です。去年の3月から長い間休んでしまいましたが、皆様お久しぶりです。さて今場所は照ノ富士が出場しますが、結果を残してもらいたいものです。大関は琴櫻と豊昇龍が元気ですね。角番の貴景勝、なんとか頑張ってほしいものです。特に期待しているのは先場所優勝した大の里、今場所どんな相撲を見せるか楽しみです」と話した。その後は、記者から初日の割を見せられて「三役以上はいい取組が多いね」と話し、「照ノ富士とこれ（平戸海）はいい相撲が取るんじゃないかと思っているね。それでは皆さん、一緒に楽しみましょう」と続けた。結果的にこの出演が生前最後となった。

### 死去
2024年、9月場所以降も中継への出演復帰はかなわず、同年11月から病気療養のために入院していたが、同年11月12日午前、入院先の東京都内の病院で死去した。82歳没。訃報は同年11月20日の報道により明らかになった。既に家族葬が行われており、棺には原稿用紙、ボールペンや国語辞典など愛用品が納められたという。同年12月に八角部屋でお別れの会を実施するとしている。
なお北の富士は横綱経験者として最長寿を目指していたが、実現しなかった。
12月18日に「北の富士さんをしのぶ会」が八角部屋で開かれた。式典には高砂一門の親方衆やOB、協会の理事や八角部屋後援会長の鈴木宗男を始めとして、関係者343人を含む約2,000人が駆けつけた。式典内で弟子だった八角理事長は「本日は親方と呼ばせていただきます」と語り始めると、目頭をおさえて声を詰まらせながら「14歳で親方に出会えたこと、そのお陰で今の私があります」と伝えた。
戒名は徳粋院殿釋勝縁大居士（とくすいいんでんしゃくしょうえんだいこじ）。

## 取り口
立合いのかち上げから左四つ右上手を引いての速攻、前へ出ながらの投げあり外掛けありと躍動感ある取り口だった。引き技も早かった。また左脇が固く、右四つの型をもつ玉の海に右差しを許すことがほとんどなく、これは千代の山譲りといわれる。外掛けも自信があり「俺の外掛けを内掛けに返したのは玉の海くらいだ」と言っていた。勢いに乗ると手がつけられないが、反面守勢にまわると脆く、無謀な首投げや二丁投げをみせてかえって体勢が悪くなることもあった。四つ相撲の取り手であったが「ゆるいと気持ち悪い」という理由でカタフンにしていた。頭から当たるのが苦手で、新弟子の頃にぶちかましを行って脳震盪を起こして以来、ぶちかましではなく突っ張りを行うようになった。本人は後に2020年9月場所中日のNHK大相撲中継で「あんなこわい相撲はもう嫌です。人間のやることじゃない」と苦笑していた。
現役時代は稽古嫌いで知られており、サインを求められる際に「何か言葉を入れてください」と頼まれても、「忍耐」「努力」とは書かなかったという。本人曰く「『努力』と書いて努力しなかったらみっともない」「琴櫻関ならピッタリくるけどワシが書いても似合わない」。2016年になっても自身が乗ったタクシーの運転手から「親方、稽古しなかったでしょう」と言われたが、本人は後年自著で稽古しなくなったのは現役終盤期のことであって若い頃はきちんとやっていたと主張していた。特に出羽海部屋時代は佐田の山、栃光、栃ノ海などの面々が揃う中で稽古をやらされたという。玉ノ海梅吉からは「底の浅い現代相撲」とその取り口を評され、本格的な右四つの相撲であったライバルの玉の海が好まれたのとは好対照をなした。北の富士は後年「稽古を見ていない割には『稽古が足りない』とか言うんだよ」と当時の批判に対して反論した。出羽海部屋から破門された形で独立した九重部屋に移籍したことからか、相撲解説者の天竜三郎はさらに甚だしく、放送で「あいつは生意気ですよ」と言ったことがある。
体が柔らかいため怪我は少ない方であった。2021年3月場所13日目にNHK大相撲中継の公式Twitterで「きょうは急いできたから腰がちょっと痛い」とツイートすると「現役時代に腰のケガ？」とリツイートされ、これに対して北の富士は「ない!俺は昔からケガが少ない!そこまで真面目に相撲取ってなかったから」と返答した。

## 人物
現役当時から栃王山とキャバレー「月世界」を共同経営し、札幌市や名古屋市で相撲料理店「ちゃんこ 北の富士」を経営するなど、熱心に副業を手がけていた。さらに、低音を生かした歌声が評価されてレコード吹き込みを勧められ、1967年に発売した「ネオン無情／チャンコ花唄」は50万枚を売り上げた。その後も何枚かレコードを出して、1969年には当時の人気歌番組「夜のヒットスタジオ」にも「歌手」として出演している（曲は「君を慕いて」）。しかし、大関で成績が停滞していた時期と重なったために、天竜から「本職は歌手で相撲は内職だろう」と批判されたこともあり、横綱昇進後は歌手との兼業を控えるようになった（2007年に三保ヶ関が28年振りにリリースした新曲「水玉のスカーフ」のカップリング曲、「女房に捧ぐ」では三保ヶ関とのデュオで久々に歌声を披露している）。「夜ヒット」には後年に弟子である千代の富士も特別ゲストとして、ゲスト席に座っているだけだが、出演している。
北の富士自身は麻雀をやらなかった。その理由は父親が麻雀好きで家庭内での喧嘩が絶えなかったことを目の当たりにしたことや、出羽海部屋入門後に兄弟子の関取衆が麻雀をよくやり、若手だった北の富士は使い走りをさせられていたこともあって麻雀が嫌いになったとのこと。師匠の8代出羽海（元幕内出羽ノ花、後に日本相撲協会第4代武蔵川理事長）から「お前は麻雀をやらんのが偉いね」と感心されたという。その一方で入門時の師匠だった7代出羽海（元横綱常ノ花）からは「麻雀は脇が甘くなる。だから相撲に生きないが、花札は打つ時に脇が締まるからいいのだ」と言われ、若手時代に兄弟弟子と良く花札をやって遊んでいたことを語っている。
兄弟子の出羽錦からは「プロ野球は商売敵だから野球中継は見るな」と言われて育った。そのため、野球出身者だが日本の野球はあまり観ていない。それでも野球は嫌いではなく、大谷翔平がMLBに挑戦して以降は時間の許す限り観戦している。また、大相撲にも大谷のようなスターが現れてほしいと願っている。
北の富士は様々なあだ名を受けたが、それについて「四十五年秋場所から次の年の大阪場所まで四場所続けて十一勝四敗。「イレブン横綱」なんていうありがたくないニックネームをちょうだいした。まあ、おれほどいろんな呼ばれ方をされた横綱はいなかったんじゃないかな。『現代っ子横綱』はまだしも、『夜の帝王』と呼ばれては、飲まないわけにはいかない。現役を引退してから新聞記者と付き合うようになって『おれは銀座で三、四億円は使った』なんて話を冗談でしたら、ぱっと広まってね。そこまでいかなくても、飲んだのは事実だけど」と新聞社のインタビューで答えている。
好物はステーキ。自身のコラム「はやわざ御免」ではステーキの話題がよく出る。2019年11月場所9日目の夜にはミディアムレアのステーキ300gを食べた。当時すでに77歳にしてこれだけの量を平らげたことに関しては本人も「年齢の割にはよく食った」と健啖家ぶりを自覚している。お好み焼きも好きだが、2022年3月場所中のコラムでは「お好み焼きも食べたいが、いい年こいたじじいが一人でお好み焼きを食っているのは、われながらどうも気味が悪い」と気にしていた。
かつては同じ出羽海一門で鎬を削っていた先輩の栃ノ海晃嘉（春日野部屋）が2021年1月29日に死去したため、北の富士は2024年11月に亡くなるまで戦前・戦中生まれの横綱経験者としては最後の存命者となっていた。なお、北の富士は、栃ノ海死去の5日前である2021年1月場所の千秋楽に自身の弟子である八角理事長（北勝海信芳）を表敬訪問した際に、協会執行部の一員で栃ノ海の弟子であり現在の春日野親方である栃乃和歌清隆から栃ノ海が入院及びその病状は聞いていたそうである。
『禁忌 (映画)』『梅切らぬバカ』で知られる映画監督の和島香太郎は甥。
端正な顔立ちとスマートな風貌で、現役時代から女性ファンが多く、解説者になっても、多くの世代から支持を受けた。

## エピソード
- 1957年1月場所に兄弟子（のち師匠）の千代の山が全勝で5回目の幕内最高優勝を果たし、その時の副賞であった森永製菓の三色アイスクリームを丼に山盛りで2杯も食べたのは北の富士本人をして「あの時ばかりは力士になって本当に良かったなーと思ったものです」と述懐させる体験であった。ところがその場所直後、戦後から10年と少しが経過したばかりのまだ物資の不自由な時代の中、トラックの荷台に分乗して関東巡業のために東京に近い村々を転々とすることになり、北の富士は後に「15歳になったばかりの私にとって過酷な体験でした」と振り返った[92]。
- 入門して1年が経過した頃、まだ学生服姿であった北大路欣也と邂逅した。後年北の富士は「市川右太衛門さんの御曹司と当時の私ではまるで身分が違い過ぎ、まぶしい物を見るような気持ちは今でも覚えています。ファンの鏡里関のおなかに触らせてもらってうれしかったと少年のように目を輝かせていました」と振り返っていたが、その北大路とは2021年3月20日のNHKの放送文化賞の授賞式で60年ぶりに再会した[93]。
- 2022年ロシアのウクライナ侵攻の折に本人は入幕後の1965年に参加したソビエト連邦公演のことにも言及している。当時は、日本から2日間かけてロシアまで移動した船、ロシアに到着してから10時間移動した飛行機、飛行機を降りてから1晩かけて移動した汽車、どの食事も質素でまずかったと振り返っている。一方、ロシアの住民の人柄や女性の美しさは本人の良い思い出として残っているという[94]。
- 元大関・清國とは幕内の取組で52回も対戦したが、これは当時で大相撲の歴代最多記録だった[注 26]。
- 2021年11月場所終了時点で、十両と幕内の双方で15戦全勝優勝を達成した唯一の力士である。
- 親方時代に大相撲会場にオーロラビジョンを設置してはどうかという意見があったが「土俵を見なくなる」という理由で却下されたことなどを自著で明かしている[95]。
- 解説者になってからはファンから着物姿を楽しみにされることがあり、本人も「飲みに行っても『今日は着物じゃないんですか』と言われる。勘弁してほしいよ。そのうち、ゴルフも着物でやらなくちゃいけなくなるよ（笑）」と苦笑している[96]。
- 2019年12月29日放送のNHK『大相撲2019 新時代の息吹』では朝乃山から「これからも辛口解説でいてほしいです。『辛口コンビ』って言っても大丈夫ですか？」と頼まれたが、この要望に北の富士は「朝乃山だけじゃなく全般的に辛いとは思いませんよ」と否定した。ところが、藤井康生に「辛いです」と突っ込まれた。すると「舞の海の方がキツい!なんかこう、いやらしい」と後輩に矛先を向けた[97]。
- 2020年1月場所11日目の夜、2019年の暮れに八角部屋の餅つきで貰った蓬餅を自宅で食べたらのどに詰まらせてしまった。近くのゴミかごに吐き出して事無きを得たが、本人は場所中の自身のコラムで「まかり間違えば、昨晩くらいは通夜になっていたかもしれません」と振り返った[98]。
- 2021年9月場所初日から両国国技館内で「北の富士カレー」という北の富士の関連商品が発売されたが、本人は自身のコラムで「試食をしましたがまあこんなものでしょう」「決して無理には薦めません」とあまり高く評価していない様子を見せ、さらに「それにしても本来は現役の人気力士のカレーを売るべきで、今更私のカレーとはさびしいではありませんか」と残念がっていた[99]。
- 弟子の千代の富士の後援会長を務めていた中川一郎からある時に「親方、人間は人をだますよりだまされた方が良いと思うよ」と言われた。このエピソードを披露したのは、2022年9月時点、統一教会問題で揺れている政界に対する皮肉である[100]。
- 千代の富士が引退したら九重部屋を継承は既定路線だったが、千代の富士の取得していた年寄名跡は「八角」でありこのまま千代の富士が引退して部屋継承まで八角親方となると、北の富士自身は千代の富士に部屋譲渡後は八角親方となってしまい「九から八に落ちるなんて、俺はその一個が許せない」という理由で、千代の富士引退時に停年間近だった嶋錦博が名乗っていた「陣幕」を千代の富士に襲名させて、嶋錦に八角に名跡変更してもらう形を取って（嶋錦の停年後に北勝海が八角を襲名）、千代の富士が九重部屋継承後は自身は陣幕親方となる形になった[101]。

## 評論家として
- 若貴ブームをきっかけとして協会が興行の努力を怠るようになったと指摘しており「たとえば巡業。力士がホテルの個室に泊まり、ガードマンが花道で警備する。お相撲さんに触ってはいけません、とね」とファンと力士の身近な触れ合いが無くなった点を言及していた[102]。
- ある雑誌の写真を見て、ある横綱が着ている着物の襟にしわが寄っていることに気付いた際「昔は、こんなことありえないですよ。横綱の着物にシワなんて。弟子がきちんと着物をたためなくなってるんですね。昔は、頭をコヅかれながら覚えさせられましたよ。これは、ちょっとみっともないですね。外国から来た横綱本人が気がつかないのは仕方ないにしても」と批判している[103]。
- 『大相撲ジャーナル』2013年10月号のコラムでは同年3月場所の優勝インタビューで観客に対して大鵬に対する黙祷を求める、7月場所の優勝インタビューでこの場所を最後に引退する龍皇について話す、雑誌『相撲』の表紙写真として部屋の序ノ口（当時）・石浦と2人で映るなどの白鵬の行為を「どれも私事じゃないかな」と指摘し、公私混同であるとして批判した。
- 力士達が内容を顧みずテレビ番組に出演することに対しては批判的であり、2014年1月場所直前に幕内力士達が出演する腕相撲対決のテレビ収録が行われた事実に対して「専門に鍛えている人間にかなうはずがない。怪我をした力士もいた。協会広報部もなぜ番付発表後の時期に許可したのか」と厳しく詰めていた。また、力士の大食いを見世物にすることも快く思っていない[104]。
- 孫弟子の隠岐の海に対して辛辣なコメントが多く、あまりに辛辣なコメントが多かったため、彼の両親に口を聞いてもらえなくなった。父親の方とはその後和解したが、母親の方とは今でも口を聞いていない。2014年か2015年に隠岐島に行った時は、隠岐の海に対する物言いの厳しさから、現地で酔っ払い数人に絡まれた[105]。
- 2016年に出版された自著では「いま、テレビのほうも、ちょっと長くなると、気がはやって、自分がしゃべろうとする。そういうのが多い感じですね」とNHK大相撲中継のアナウンサーの傾向について話している[95]。
- 力士の大型化に関しては警鐘を鳴らすところがあり、2020年3月場所に孫弟子の千代丸が蜂窩織炎で途中休場となった際には「そもそも『蜂窩織炎』なんて、われわれの現役時代はなかった病気である」と前置きした上で「早くいえば、デブがかかりやすい病気である」「千代丸もこれを機会に、ダイエットしたらどうだ」と200kg近い巨体を持て余す様子に対して厳しい言葉を浴びせた[106]。
- 2021年1月場所4日目の取組後、新型コロナウイルス感染に対する恐怖心から引退した琴貫鐵について「若い力士がコロナが怖いから引退したが、気の毒な事である」と自身のコラムで同情するところを語った[107]。
- 2021年11月場所中に「(同場所前に)東京で合同稽古が4、5日間あったが、初日は9人しか顔を見せなかったらしい。中には顔を出したが、稽古を一番もしなかった力士もいたらしい。これでは強くなるはずがない。実に情けない話だ」「協会主催の大事な合同稽古にも、理事連中はあまり顔を出さないらしい。こんな合同稽古はやるだけ無駄である。情けないことだが、力士たちは自分の親方がいないと、どうしても手を抜く。もう一度言おう。合同稽古はやめた方が良い」と合同稽古否定派の立場を示した[108]。
- 髷掴みに関しては掴んだ時点で取組を止めて反則負けを宣告すべきだと主張している[109]。
- 2021年11月場所中の自身のコラムで「どうも今場所に限らず、最近の審判部は昔の審判部に比べても見劣りを感じてしまう。昔は審判部に任命されるとうれしかったものだが、近ごろは審判部は長く座っているのが大変ということで、辞退する親方も少なくないと聞く。私の頃は『花の審判部』と言われたものだが、情けない時代になったものだ」と嘆いていた[109]。
- 2023年3月場所中、昭和以降初となる横綱・大関不在となった本場所に対して「協会もそれなりに頑張っているとは思うが、残念ながら横綱大関不在となり、最悪の時代になりつつある。こんな話をするつもりは毛頭、なかったが、今の状態が続くとえらいことになりかねない。亡くなられた佐田の山の出羽海理事長が『油断していると、この協会はすぐに消滅してしまうぞ』と言っておられたことを思い出します。春場所は今のところ、満員御礼が続いているが、甘えてはいけない」と危機感を露わにした[110]。

## 主な成績
- 通算成績：786勝427敗69休 勝率.648
- 幕内成績：592勝294敗62休 勝率.668
- 大関成績：208勝107敗 勝率.660
- 横綱成績：247勝84敗62休 勝率.746
- 現役在位：105場所
- 幕内在位：64場所
- 横綱在位：27場所
- 大関在位：21場所
- 三役在位：11場所（関脇9場所、小結2場所）
- 連勝記録（幕内）：21（1971年9月場所初日 - 1971年11月場所6日目）
- 年間最多勝：3回（1969年：63勝27敗、1970年：75勝15敗（玉の海と同数）、1971年：73勝17敗）
- 連続6場所勝利：78勝（1969年9月場所 - 1970年7月場所）
- 通算（幕内）連続勝ち越し記録：26場所（現在歴代7位タイ、当時玉の海の27場所に次ぎ玉錦と並んで歴代2位タイ・1967年9月場所 - 1971年11月場所）
- 幕内連続2桁勝利記録：11場所（1969年9月場所 - 1971年5月場所）
- 幕内連続12勝以上勝利：6場所（1969年9月場所 - 1970年7月場所）

### 各段優勝
- 幕内最高優勝：10回（全勝3回）(1967年3月場所、1969年11月場所、1970年1月場所、1970年5月場所、1970年7月場所、1971年5月場所、1971年9月場所、1971年11月場所、1972年9月場所、1973年3月場所)

同点：1回
次点：3回
- 十両優勝：1回（1963年11月場所）

### 三賞・金星
- 三賞：6回
  - 殊勲賞：2回 (1966年1月場所、1966年3月場所)
  - 敢闘賞：1回 (1964年1月場所)
  - 技能賞：3回 (1964年5月場所、1964年11月場所、1966年5月場所)
- 金星：1個（大鵬1個）

### 場所別成績
| | 一月場所 初場所（東京） | 三月場所 春場所（大阪） | 五月場所 夏場所（東京） | 七月場所 名古屋場所（愛知） | 九月場所 秋場所（東京）   | 十一月場所 九州場所（福岡） |
| --- | ----------------------- | ----------------------- | ----------------------- | --------------------------- | ------------------------- | --------------------------- |
| 1957年 （昭和32年） | （前相撲）              | 新序 2–1                | 東序二段131枚目 3–5     | x                           | 東序二段123枚目 4–4       | 西序二段104枚目 4–4         |
| 1958年 （昭和33年） | 東序二段91枚目 6–2      | 西序二段58枚目 1–7      | 西序二段76枚目 6–2      | 東序二段39枚目 3–5          | 西序二段46枚目 2–6        | 西序二段61枚目 5–3          |
| 1959年 （昭和34年） | 東序二段48枚目 6–2      | 東序二段16枚目 6–2      | 東三段目93枚目 6–2      | 東三段目65枚目 2–6          | 西三段目78枚目 3–5        | 西三段目83枚目 3–5          |
| 1960年 （昭和35年） | 西三段目94枚目 7–1      | 西三段目51枚目 4–4      | 西三段目48枚目 4–4      | 東三段目47枚目 2–5          | 西三段目67枚目 休場 0–0–7 | 西三段目102枚目 6–1         |
| 1961年 （昭和36年） | 東三段目62枚目 5–2      | 東三段目27枚目 4–3      | 西三段目14枚目 5–2      | 西幕下81枚目 6–1            | 西幕下54枚目 2–5          | 東幕下70枚目 5–2            |
| 1962年 （昭和37年） | 西幕下45枚目 5–2        | 西幕下32枚目 4–3        | 西幕下29枚目 6–1        | 東幕下11枚目 3–4            | 西幕下12枚目 3–4          | 西幕下15枚目 6–1            |
| 1963年 （昭和38年） | 西幕下4枚目 6–1         | 西十両18枚目 9–6        | 東十両11枚目 10–5       | 東十両6枚目 4–11            | 東十両17枚目 11–4         | 西十両5枚目 優勝 15–0       |
| 1964年 （昭和39年） | 東前頭10枚目 13–2 敢    | 東小結 4–11             | 東前頭5枚目 9–6 技      | 西関脇 9–6                  | 東関脇 6–9                | 東前頭筆頭 10–5 技          |
| 1965年 （昭和40年） | 西関脇 8–7              | 西関脇 5–10             | 東前頭3枚目 8–7 ★       | 東前頭2枚目 8–7             | 東小結 10–5               | 東関脇 9–6                  |
| 1966年 （昭和41年） | 東関脇 10–5 殊          | 東関脇 8–7 殊           | 東関脇 10–5 技          | 東関脇 10–5                 | 西大関 10–5               | 東大関 10–5                 |
| 1967年 （昭和42年） | 東大関 10–5             | 東大関 14–1             | 東大関 5–10             | 西大関 7–8                  | 西張出大関 10–5           | 東大関 8–7                  |
| 1968年 （昭和43年） | 東張出大関 10–5         | 西大関 9–6              | 西張出大関 10–5         | 東張出大関 10–5             | 東張出大関 8–7            | 西大関 11–4                 |
| 1969年 （昭和44年） | 西大関 11–4             | 西大関 9–6              | 東張出大関 9–6          | 西大関 9–6                  | 東張出大関 12–3           | 西大関 13–2                 |
| 1970年 （昭和45年） | 東大関 13–2             | 東横綱 13–2             | 西横綱 14–1             | 東横綱 13–2                 | 東横綱 11–4               | 東張出横綱 11–4             |
| 1971年 （昭和46年） | 東張出横綱 11–4         | 東張出横綱 11–4         | 東張出横綱 15–0         | 東横綱 8–7                  | 西横綱 15–0               | 東横綱 13–2                 |
| 1972年 （昭和47年） | 東横綱 7–7–1            | 東横綱 9–6              | 東横綱 3–6–6            | 東横綱 休場 0–0–15          | 東横綱 15–0               | 東横綱 10–5                 |
| 1973年 （昭和48年） | 東横綱 10–5             | 西横綱 14–1             | 東横綱 9–6              | 東張出横綱 14–1             | 西横綱 8–3–4              | 東張出横綱 10–5             |
| 1974年 （昭和49年） | 東張出横綱 3–6–6        | 東張出横綱 休場 0–0–15  | 東張出横綱 休場 0–0–15  | 東張出横綱 引退 0–3–0       | x                         | x                           |
| 各欄の数字は、「勝ち-負け-休場」を示す。 優勝 引退 休場 十両 幕下 三賞：敢=敢闘賞、殊=殊勲賞、技=技能賞 その他：★=金星 番付階級：幕内 - 十両 - 幕下 - 三段目 - 序二段 - 序ノ口 幕内序列：横綱 - 大関 - 関脇 - 小結 - 前頭（「#数字」は各位内の序列） |                         |                         |                         |                             |                           |                             |

### 幕内対戦成績
| 青ノ里 | 4   | 1  | 浅瀬川   | 8     | 2    | 朝登   | 2    | 0    | 旭國     | 3   | 1  |  |  |  |
| 天津風 | 1   | 0  | 荒波     | 2     | 0    | 岩風   | 1    | 3    | 宇多川   | 1   | 0  |  |  |  |
| 扇山   | 2   | 0  | 大錦     | 1     | 0    | 魁傑   | 9    | 2    | 海乃山   | 6   | 5  |  |  |  |
| 開隆山 | 4   | 3  | 柏戸     | 10    | 14   | 和晃   | 1    | 0    | 北の湖   | 4   | 2  |  |  |  |
| 北ノ國 | 0   | 1  | 北葉山   | 7     | 7    | 清國   | 37   | 15   | 黒姫山   | 12  | 3  |  |  |  |
| 高鉄山 | 12  | 1  | 琴櫻     | 30(1) | 19*  | 金剛   | 4    | 1(1) | 佐田の山 | 2   | 4  |  |  |  |
| 沢光   | 1   | 0  | 白田山   | 1     | 0    | 錦洋   | 5    | 1(1) | 大麒麟   | 26  | 15 |  |  |  |
| 大豪   | 7   | 5  | 大受     | 13(1) | 3    | 大雪   | 1    | 0    | 大鵬     | 5   | 26 |  |  |  |
| 大雄   | 6   | 1  | 大竜川   | 1     | 0    | 貴ノ花 | 13   | 5    | 高見山   | 19  | 7  |  |  |  |
| 玉の海 | 22* | 21 | 鶴ヶ嶺   | 6(1)  | 1    | 天龍   | 1    | 0    | 時葉山   | 2   | 0  |  |  |  |
| 栃東   | 12  | 5  | 栃王山   | 5     | 0    | 栃ノ海 | 3(1) | 4    | 栃光     | 3   | 4  |  |  |  |
| 栃富士 | 1   | 0  | 豊國     | 6     | 4    | 羽黒岩 | 9    | 3(1) | 羽黒川   | 3   | 1  |  |  |  |
| 羽黒山 | 4   | 0  | 長谷川   | 30    | 16   | 花光   | 2    | 1    | 廣川     | 5   | 1  |  |  |  |
| 福の花 | 16  | 6  | 房錦     | 1     | 1    | 富士櫻 | 4    | 2(1) | 富士錦   | 11  | 5  |  |  |  |
| 藤ノ川 | 16  | 3  | 二子岳   | 7     | 1    | 前田川 | 2    | 1    | 前の山   | 25* | 6  |  |  |  |
| 増位山 | 2   | 2  | 三重ノ海 | 14    | 2    | 明武谷 | 12   | 14   | 陸奥嵐   | 17  | 3  |  |  |  |
| 豊山   | 2   | 3  | 吉王山   | 1     | 0    | 義ノ花 | 6(1) | 0    | 琉王     | 6   | 0  |  |  |  |
| 龍虎   | 13  | 3  | 若獅子   | 0     | 1(1) | 若杉山 | 1    | 1    | 若秩父   | 5   | 3  |  |  |  |
| 若天龍 | 4   | 2  | 若浪     | 9     | 3    | 若ノ海 | 1    | 0    | 若羽黒   | 1   | 0  |  |  |  |
| 若二瀬 | 10  | 0  | 若見山   | 9     | 7    | 輪島   | 7    | 5    | 鷲羽山   | 1   | 0  |  |  |  |

- 他に優勝決定戦で琴櫻に1敗、玉の海に1勝、前の山に1勝がある。

## 改名歴
- 竹沢 勝昭（たけざわ かつあき）：1957年1月場所 - 1959年3月場所
- 竹美山 勝明（たけみやま かつあき）：1959年5月場所 - 1960年7月場所
- 北の冨士 勝明（きたのふじ かつあき）：1960年9月場所 - 1967年7月場所
- 北の富士 勝明（きたのふじ - ）：1967年9月場所 - 1968年1月場所
- 北の富士 洋行（ - ひろゆき）：1968年3月場所[注 37]
- 北の富士 勝昭（ - かつあき）：1968年5月場所 - 1971年1月場所
- 北の富士 勝晃（ - かつあき）：1971年3月場所 - 1972年5月場所
- 北の富士 勝昭（ - かつあき）：1972年7月場所 - 1974年7月場所（NHK大相撲解説者としてもこの名前）

## 年寄変遷
- 井筒 勝昭（いづつ かつあき）：1974年7月9日 - 1977年11月4日
- 九重 勝昭（ここのえ - ）：1977年11月4日 - 1992年4月1日
- 陣幕 純樹（じんまく じゅんき）：1992年4月1日 - 1994年11月6日
- 陣幕 克昭（ - かつあき）：1994年11月6日 - 1998年1月31日（退職）

## テレビ出演

### テレビ番組
- 家なき子 第8話「小さな冒険旅行」（1974年、TBS） - 特別出演
- 大相撲中継（1998年3月 - 2023年1月、NHK総合）- 専属解説者、幕内取組正面解説。
- 大相撲この一年（毎年12月末、NHK総合）

### CM
- カナストーン（カナフレックスコーポレーション）

## ラジオ出演
- 大相撲中継（1998年3月 - 2023年1月、NHKラジオ第1）- 専属解説者、幕内取組解説。

## 作品

### 著書
- 九重勝昭『爆笑大相撲：角界ウラばなし』（日之出出版、1983年） ISBN　978-4-89198-030-6
- 九重勝昭『速攻管理学："勝ち"をつかむ人材は、こうして育てろ！』（日之出出版、1988年）ISBN　978-4-89198-059-7
- 九重勝昭『土俵で燃えろ：北の富士一代』（東京新聞出版局、1991年） ISBN　978-4-8083-0417-1
- 北の富士勝昭『緊褌一番 土俵愛：国技･大相撲復興のための四十八手』（日之出出版、2009年）ISBN 978-4-89198-131-0
- 北の富士勝昭・嵐山光三郎『大放談！大相撲打ちあけ話』（新講社、2016年）ISBN　978-4-86081-540-0

### レコード
- 『ネオン無情』（1967年、テイチクレコード、SN-586） - シングル盤
- 『北の富士“艶歌”をうたう』（1967年、テイチクレコード） - LPレコード盤
- 『裏町ロマン / 霧の海峡』（1968年、テイチクレコード） - LPレコード盤
- 『別れの艶歌』（1968年、テイチクレコード）  - シングル盤
- 『君を慕いて / 男の慕情』（1969年、TOSHIBA） - LPレコード盤

### 演じた俳優
- 梅宮辰夫 - 花王ファミリースペシャル『千代の富士物語』